# Nightcrawler
Nightcrawler (Rondador nocturn) és un personatge de ficció de còmic i un superheroi de l'Univers Marvel. Creat per Len Wein i Dave Cockrum, el personatge va fer la seva primera aparició al mític Giant-Size X-Men nº1 publicat el 25 de febrer de 1975 (amb data de portada maig de 1975), un any en què la lluita pels drets civils als EUA es trobava en el seu punt àlgid. Es presentava un mutant que no era acceptat ni pel color de la seva pell ni pels seus poders. És un mutant de nacionalitat alemanya i el seu nom real és Kurt Wagner. Membre actiu dels X-Men (La Patrulla X a Espanya), va ésser el líder d'una de les formacions del grup de mutants europeu Excàlibur.
Rondador nocturn té una agilitat sobrehumana i la capacitat de teleportar-se fins a una distància màxima d'uns tres kilòmetres, a més de diverses mutacions al seu físic: canins molt desenvolupats, ulls de color groc i sense pupil·les visibles i pell i cabell de color blau marí. Només té tres dits de gran mida, un d'ells oposable, tant a les mans com als peus, i una cua prènsil que acaba en un apèndix triangular en punta de fletxa.

## Biografia de ficciò
Kurt Wagner és fill de Raven Wagner (Mística) i Azazel. Raven va assassinar el seu marit, el baró Christian Wagner, quan ell sospità de la relació d'ella amb Azazel. En néixer Kurt, el seu aspecte demoníac va fer que la supersticiosa gent de Baviera (Alemanya) el volgués matar, per això Raven, que es trobava fugint d'Azazel, va llençar el nen a un riu per poder escapar dels aldeans que la perseguien. El petit Kurt va sobreviure utilitzant els seus poders de forma instintiva i va ser trobat per una gitana d'un circ ambulant, Margali Szardos, que el va criar i educar com un fill més dins del circ juntament amb els seus dos fills naturals, Stefan i Jimaine. Segons una altra versió, va ser Azazel qui va salvar el seu fill i el va entregar a la gitana Szardos.
Kurt va ser criat pels integrants del circ, que no tenien prejudicis amb el seu aspecte físic. Gràcies a les seves habilitats, es convertí en acròbata. Anys després, un milionari texà anomenat Arnos Jardine va comprar el circ bàvar i va intentar emportar-se al seu circ nord-americà els millors números. Pretenia presentar Kurt a l'espectacle dels fenòmens de circ i no al d'acrobàcia, motiu pel qual Kurt va fugir i es va encaminar cap a Winzeldord, un petit poble fictici alemany per trobar el seu germà adoptiu Stefan. Quan el va trobar, Stefan s'havia tornat boig i havia assassinat alguns infants del poble. Kurt es va barallar amb Stefan a causa del seu comportament i, malauradament, el va matar. Els habitants de Winzeldord van pensar que, a causa del seu aspecte demoníac, Kurt n'era el responsable i el van perseguir per linxar-lo. Va ser llavors quan el professor Charles Xavier el va salvar i el va reclutar perquè formés part de la Patrulla X, amb qui va estar lluitant diversos anys durant la denominada Massacre mutant.
Quan, aparentment, els X-Men moren a Dallas, Rondador nocturn emigra a Anglaterra juntament amb Kitty Pryde (Shadowcat). Allà funden un nou grup anomenat Excàlibur amb altres mutants. Aquest grup es va transformar en la versió europea dels X-Men amb la missió d'ajudar els mutants de tot Europa. El grup es va dissoldre quan Rondador nocturn, Shadowcat i Colós van decidir tornar amb els X-Men.
Característiques fisques i habilitats
Rondador nocturn té una agilitat sobrehumana i la capacitat de teleportar-se fins a una distància màxima d'uns tres kilòmetres, a més de diverses mutacions al seu físic; canins molt desenvolupats, ulls de color groc i sense pupil·les visibles i pell i cabell de color blau marí, orelles punxagudes i canins desenvolupats. Només té tres dits de gran mida, un d'ells oposable, tant a les mans com als peus, i una cua prènsil que acaba en un apèndix triangular en punta de fletxa, l'alçada es de 1,79 m i un pes de 72 kg, 

## A d'altres mitjans
Aquest personatge no ha estat un dels mutants més prominents cinematogràficamente parlant. Va aparèixer a X-Men 2 (Bryan Singer, 2003), interpretat per l'actor Alan Cumming. La presentació del personatge, una impressionant seqüència introductòria que narra l'intent d'assassinat del president dels EUA pels passadissos de la Casa Blanca, és una de les millors de la saga.
El personatge torna a aparèixer a X-Men Apocalypse (Bryan Singer, 2016), en aquesta ocasió interpretat pel jove actor Kodi Smit-McPhee.